# Akcja uprzywilejowana
Akcja uprzywilejowana (ang. preferred stock) – akcja dająca dodatkowe przywileje (niekoniecznie wszystkie jednocześnie):
- większa liczba głosów na walnym zgromadzeniu akcjonariuszy. Według starego kodeksu handlowego było to maksymalnie 5, obecnie liczba ta może wynosić 2 głosy za każdą posiadaną akcję,
- uprzywilejowanie co do dywidendy. Dywidenda taka nie może przekraczać 150% wysokości dywidendy przysługującej z akcji nieuprzywilejowanej,
- prawo do podziału majątku w przypadku likwidacji spółki.

Uprzywilejowanie może obejmować również inne elementy np. sprawowania kontroli, takie jak prawo wyboru określonej liczby członków rady nadzorczej, czy też prawo weta (tzw. złota akcja).
Akcje uprzywilejowane nie podlegają publicznemu obrotowi na Giełdzie Papierów Wartościowych. Sprzedaż takiej akcji na GPW oznacza utratę przywilejów. Akcja ta staje się wtedy akcją zwykłą.
Akcja uprzywilejowana jest zawsze akcją imienną. Uprzywilejowanie wygasa z chwilą zbycia akcji wbrew statutowi spółki lub z chwilą zamiany tej akcji na akcję na okaziciela.